# Жарко Радаковић
Жарко Радаковић српски је књижевник и преводилац. Аутор је роман Tübingen, Книфер, Емиграција, Поглед, Вампири & разуман човек, Страх од емиграције итд. Превео је двадесет две књиге Петера Хандкеа. Аутор низа зборника и антологија: о рецепцији књижевности Петера Хандкеа. Од 1978. живи у Немачкој (од 1990. у Келну).